# Немерчка
Немерчка, Немёрчке (алб. Nemërçkë, греч. Νεμέρτσικα) — горный хребет на юге Албании, на границе округов Гирокастра и Пермети. Простирается с северо-запада на юго-восток до границы с Грецией. Юго-восточнее продолжается в Эпире в Греции горой Мицикели высотой 1810 метров. Длина 45 километров, ширина 6—10 километров, высота до 2495 метров (гора Папингу). Сложен известняками и флишем. Представляет собой массивный антиклиналь. Южная часть горной системы Требешини-Дембели-Немерчка. Долина реки Вьосы отделяет Немерчку на севере от Пинда. Западнее протекает река Дрино, приток Вьосы. На вершинах имеются следы четвертичного оледенения. Предгорья покрыты редкими дубравами, верхние части склонов покрыты лугами, которые используются как пастбища.
У подножия Немерчки, близ впадения Сарандапороса в Аоос (Вьосу), в деревне Моливдоскепастосе в Греции, у государственной границы находится действующий мужской монастырь Моливдоскепастос, названный так из-за свинцовой крыши на кафоликоне от греч. μολύβδινος «свинцовый» и σκεπάζω «крыть, покрывать», по преданию основанный византийским императором Константином IV «Погонатом» при возвращении из похода на Сицилию (671—672) и перестроенный императором Андроником III Палеологом (1328—1341). Во дворе монастыря находится могила митрополита Севастиана (1922—1994).